# Wildlife Generation Pro Cycling
Wildlife Generation Pro Cycling voorheen actief onder de naam Jelly Belly p/b Maxxis is een Amerikaanse continentale wielerploeg, die actief is in de continentale circuits van de UCI.
Het team werd opgericht in 1999 en debuteerde dat jaar in de UCI America Tour, het Amerikaanse luik van de continentale circuits.
De sponsor is Jelly Belly, een producent van gelatineboontjes. Vroeger reed het team op fietsen van het merk Specialized, Orbea en Focus; tegenwoordig rijdt men op Argon18.

## Bekende renners
- Tyler Farrar (2003)
- Eddy Gragus (1999-2001)
- Jason McCartney (2001-2002)
- Danny Pate (2005)
- Fred Rodriguez (2013)

## Seizoen 2014

### Transfers
| Inkomend        | Team 2013           | Uitgaand              | Team 2014                               |
| --------------- | ------------------- | --------------------- | --------------------------------------- |
| Jacob Rathe     | Team Garmin-Sharp   | Charles Bradley Huff  | Team Optum p/b Kelly Benefit Strategies |
| Kirk Carlsen    | Bissell Pro Cycling | Christian Kriek       | Onbekend                                |
| Matthew Lloyd   | Lampre-Merida       | Emerson Oronte        | Onbekend                                |
| Devan Dunn      | Neo                 | Alex Hagman           | Onbekend                                |
| Steve Fisher    | Neo                 | Jeremy Powers         | Onbekend                                |
| Jonathan Freter | Neo                 | Ricardo van der Velde | Gestopt                                 |
|                 |                     | Morgan Schmitt        | Onbekend                                |
|                 |                     | Ben Wolfe             | Onbekend                                |

### Renners
| Naam               | Geboortedatum    | Nationaliteit    | Ploeg 2013          |
| ------------------ | ---------------- | ---------------- | ------------------- |
| Ian Burnett        | 9 december 1986  | Verenigde Staten |                     |
| Kirk Carlsen       | 25 mei 1987      | Verenigde Staten | Bissell Pro Cycling |
| Luis Enrique Lemus | 21 april 1992    | Mexico           |                     |
| Devan Dunn         | 30 maart 1990    | Verenigde Staten | Neo                 |
| Steve Fisher       | 22 juni 1990     | Verenigde Staten | Neo                 |
| Jonathan Freter    | 17 maart 1992    | Verenigde Staten | Neo                 |
| Nic Hamilton       | 10 oktober 1986  | Canada           |                     |
| Matthew Lloyd      | 24 mei 1983      | Australië        | Lampre-Merida       |
| Sean Mazich        | 11 mei 1986      | Verenigde Staten |                     |
| Jacob Rathe        | 13 maart 1991    | Verenigde Staten | Team Garmin-Sharp   |
| Fred Rodriguez     | 3 september 1973 | Verenigde Staten |                     |
| Serghei Tvetkov    | 29 december 1988 | Moldavië         |                     |

## Seizoen 2013

### Overwinningen in de America Tour
| Datum   | Wedstrijd                | Cat. | Winnaar             |
| ------- | ------------------------ | ---- | ------------------- |
| 27 mei  | Amerikaans kampioenschap | CN   | Fred Rodriguez      |
| 23 juni | Mexicaans kampioenschap  | CN   | Luis Enrique Dávila |

### Renners
| Naam                         | Geboortedatum    | Nationaliteit    | Ploeg 2012                      |
| ---------------------------- | ---------------- | ---------------- | ------------------------------- |
| Ian Burnett                  | 9 december 1986  | Verenigde Staten | Competitive Cyclist Racing Team |
| Luis Enrique Lemus           | 21 april 1992    | Mexico           |                                 |
| Alex Hagman                  | 16 december 1983 | Verenigde Staten |                                 |
| Nic Hamilton                 | 10 oktober 1986  | Canada           |                                 |
| Charles Bradley Huff         | 5 februari 1979  | Verenigde Staten |                                 |
| Christian Kriek              | 19 juni 1989     | Zuid-Afrika      |                                 |
| Sean Mazich                  | 11 mei 1986      | Verenigde Staten |                                 |
| Emerson Oronte               | 29 januari 1990  | Verenigde Staten |                                 |
| Jeremy Powers                | 2 juni 1983      | Verenigde Staten |                                 |
| Fred Rodriguez (vanaf 8 mei) | 3 september 1973 | Verenigde Staten | Team Exergy                     |
| Morgan Schmitt               | 3 januari 1985   | Verenigde Staten | Team Exergy                     |
| Serghei Tvetkov              | 29 december 1988 | Moldavië         | Team Exergy                     |
| Ricardo van der Velde        | 19 februari 1987 | Nederland        |                                 |
| Ben Wolfe                    | 15 juli 1993     | Verenigde Staten | Neo                             |